# Kiyoshi Shiga
Kiyoshi Shiga (jap. 志賀 潔 Shiga Kiyoshi; ur. 7 lutego 1871 w Sendai, zm. 25 stycznia 1957 w Tokio) – japoński lekarz i bakteriolog.

## Wczesne lata życia i edukacja
Przyszedł na świat jako piąte dziecko w zubożałej rodzinie samurajskiej Satō. Wychowywany był przez rodzinę matki i później przybrał jej panieńskie nazwisko Shiga jako swoje własne. Rodzina ta już od czterech pokoleń wydawała lekarzy. W roku 1886 przeniósł się wraz z rodziną do Tokio, gdzie podjął naukę w szkole średniej.
W 1892 roku rozpoczął studia medyczne na Cesarskim Uniwersytecie Tokijskim, który ukończył w roku 1896. W trakcie studiów uczęszczał na wykłady profesora Shibasaburō Kitasato, który zasłynął wyhodowaniem laseczki tężca i opracowaniem antytoksyny tężcowej. Osobowość profesora wywarła na nim wielkie wrażenie i wpłynęła na wybór kierunku rozwoju zawodowego.

## Kariera zawodowa i osiągnięcia naukowe
Po zakończeniu studiów Shiga podjął pracę w tokijskim Instytucie Chorób Zakaźnych, którym kierował Kitasato. Początkowo zajmował się tam badaniami nad gruźlicą i błonicą, ale w roku 1897, kiedy w Japonii wybuchła epidemia dyzenterii (zachorowało ponad 91 000 osób, a śmiertelność wyniosła ponad 20%) został skierowany do prac nad tym zagadnieniem. Po przebadaniu 36 pacjentów wyizolował z ich stolca bakterię, która ulegała aglutynacji w surowicy ozdrowieńców. W tym samym roku opublikował wyniki swych badań, a nowy gatunek odkrytych przez siebie bakterii nazwał Bacillus dysenteriae. W roku 1930 w podręczniku Bergey’s Manual of Determinative Bacteriology po raz pierwszy użyto nazwy Shigella na określenie rodzaju bakterii odkrytych przez Shigę, upamiętniając tym samym jego nazwisko. Po odkryciu bakterii Shiga rozpoczął, nieuwieńczone sukcesem, prace nad stworzeniem szczepionki przeciw dyzenterii – prototypową szczepionkę wypróbował sam na sobie.
W latach 1901–1905 pracował u Paula Ehrlicha w Instytucie Leczenia Doświadczalnego (niem. Institut für Experimental Therapie) we Frankfurcie, prowadząc badania nad możliwością stosowania chemioterapii w leczeniu zakażeń, w tym trypanosomozy.
Po powrocie w roku 1905 do Japonii ponownie podjął pracę w Instytucie Chorób Zakaźnych. W roku 1906 wystąpił z wykładem na temat epidemii szigelozy na I Kongresie Azjatyckiej Medycyny Tropikalnej w Manili. W Instytucie pracował do roku 1914, kiedy to na znak protestu przeciw wprowadzanym przez japoński rząd zmianom z niego odszedł, w ślad za  profesorem Kitasato.
W roku 1920 został dyrektorem szpitala w Seulu, będącym w tym czasie siedzibą japońskiego gubernatora okupowanej Korei. W tym samym czasie otrzymał też etat w seulskiej Wyższej Technicznej Szkole Medycznej (ang. Technical College of Medicine). Od maja do listopada 1924 roku odwiedzał z wykładami uczelnie Europy i Stanów Zjednoczonych.
Po powstaniu w Seulu w roku 1926 Cesarskiego Uniwersytetu Keijō, Kiyoshi Shiga otrzymał stanowisko dziekana Szkoły Medycznej przy tejże uczelni. Od października 1929 roku do października roku 1931 pełnił funkcję rektora Uniwersytetu.
Od roku 1931 ponownie prowadził prace badawcze w Japonii pracując w założonym przez swego mentora Instytucie Kitasato – pierwszej japońskiej prywatnej instytucji badawczej . Pracował tam do roku 1945.
Został odznaczony japońskim Orderem Kultury, a pośmiertnie, w roku 1957, Wielką Wstęgą Orderu Świętego Skarbu.

## Życie rodzinne
W roku 1900 Shiga ożenił się, a w następnym roku urodziło się pierwsze z jego ośmiorga dzieci – syn Naoshi. Został on później profesorem Uniwersytetu w Tajpej; w roku 1944 zginął na morzu płynąc do Japonii na pogrzeb matki. Inny z synów, Akira, podczas działań wojennych w Chinach zachorował na gruźlicę i zmarł po wojnie. Żona Shigi, Ichiko, zmarła na raka żołądka w roku 1944.